# Maglód
Maglód è una città di 11.062 abitanti situata nella contea di Pest, nell'Ungheria settentrionale.

## Amministrazione

### Gemellaggi
- Lueta, Romania
- Mýtne Ludany, Slovacchia